# 下石田町
下石田町（しもいしだちょう）は静岡県浜松市中央区の町名。丁番を持たない単独町名である。住居表示未実施。

## 地理
浜松市中央区の東部に位置する。東で流通元町及び松小池町、西で市野町及び天王町、南で北島町、北で上石田町と接する。

### 河川
- 松小池川

### 学区
小学校・中学校の学区は以下の通りである。
- 浜松市立与進小学校
- 浜松市立与進中学校

## 歴史

### 沿革
- 1889年（明治22年）4月1日 - 町村制の施行により、長上郡下石田村が周辺の村と合併して長上郡天王村となる[WEB 8]。旧村名は天王村の大字として残る[書籍 1]。
- 1896年（明治29年）4月1日 - 郡制の施行により、天王村の所属郡が浜名郡に変更となる。
- 1927年（昭和2年）2月1日 – 天王村と市野村が合併し、長上村となる。
- 1954年（昭和29年）3月1日 – 長上村が浜松市に編入される。
- 1955年（昭和30年） - 大字下石田から下石田町へ住所表記を変更する[WEB 9]。
- 1973年（昭和48年）4月1日 - 上石田町・下石田町・松小池町・貴平町・白鳥町の各一部を合わせて流通元町を新設[WEB 10]。
- 2007年（平成19年）4月1日 - 浜松市が政令指定都市となる。下石田町は東区の一部となる。
- 2024年（令和6年）1月1日 - 浜松市の行政区再編により、下石田町は中央区の一部となる。

## 施設
- あそび学園 幼保連携型認定こども園 あそびこども園浜松
- 浜松運送本社・本社営業所・浜松北営業所・浜松南倉庫、アクト観光本社
- 浜松国際物流センター
- 太陽建機レンタル浜松支店
- セブン-イレブン（浜松下石田町店、浜松流通元町店）
- ファミリーマート浜松インター南店

## 交通

### バス
- 遠鉄バス78蒲線：（浜松駅 方面 - ）下石田南 - 下石田（ - 産業展示館・笠井上町 方面）

### 道路
- 静岡県道65号浜松環状線
- 静岡県道261号磐田細江線（姫街道）
- 静岡県道314号中野市野線（姫街道）

## その他

### 警察
警察の管轄区域は以下の通りである。
| 番・番地等 | 警察署       | 交番・駐在所 |
| ---------- | ------------ | ------------ |
| 全域       | 浜松東警察署 | 長上交番     |

### 消防
消防の管轄区域は以下の通りである。
| 番・番地等 | 消防署   | 本署/出張所  |
| ---------- | -------- | ------------ |
| 全域       | 東消防署 | 上石田出張所 |

### 書籍
1. ↑  『浜松市史 三』浜松市役所、1980年3月26日、176頁。

### WEB
1. ↑  “h02_22.csv”.   総務省 (2022年2月10日). 2024年6月28日閲覧。
2. ↑  “chuouku_menseki.xlsx”.   浜松市 (2024年3月12日). 2024年6月28日閲覧。
3. ↑  “静岡県 浜松市中央区 下石田町の郵便番号 - 日本郵便”.   日本郵便. 2025年2月15日閲覧。
4. ↑  “市外局番の一覧”.   総務省 (2022年3月1日). 2024年6月28日閲覧。
5. ↑  “事業所案内及び管轄地域（事務所3件、分室3件）”.   一般社団法人静岡県自動車会議所. 2024年6月28日閲覧。
6. ↑  “住居表示実施状況”.   浜松市 (2024年1月4日). 2024年6月28日閲覧。
7. ↑  “学校名から探す／浜松市”.   浜松市 (2024年1月1日). 2024年6月28日閲覧。
8. ↑  “historyofcities.pdf”.   静岡県総務部合併推進室・財団法人静岡県市町村振興協会. 2024年9月24日閲覧。
9. ↑  “解説ページ”.   株式会社エア. 2024年10月5日閲覧。
10. ↑  “zissiitiran1.pdf”.   浜松市 (2024年1月4日). 2024年6月28日閲覧。
11. ↑  “交番｜静岡県警察”.   静岡県警察 (2024年6月18日). 2024年6月28日閲覧。
12. ↑  “消防署の町別管轄「し」／浜松市”.   浜松市 (2024年3月21日). 2024年6月28日閲覧。